# Пиксиадес, Даниел
Даниел Пиксиадес (серб. Данијел Пиксијадес; род. 5 июля 1931, Кисач, Воеводина, Королевство Югославия) — сербский поэт словацкого происхождения, который с 1974 года живёт в Канаде. Пишет на словацком, сербском и хорватском языках.

## Биография
Даниел Пиксиадес родился 5 июля 1931 г. в городе Кисач в Воеводине. В 1950 году окончил учительскую школу в Сомборе. Работал учителем в Селеуше, Велико Средиште, Кульпине, Сремски-Карловцах, Стари Баре и Сутоморе. Год проработал в Палате питания г. Нови-Сад. В конце сентября 1974 года вместе с семьей переехал в Канаду.
Проживает в городе Тандер-Бей (Онтарио).

## Литературное творчество
Сотрудничал с чехословацкой газетой «Ljudove zvesci» и был волонтером на местной югославской радиостанции.
В Канаде был сначала автором, а затем редактором газеты «Naše novine» (1977—1988). Там публиковал стихи, рассказы, эссе и статьи.
Живя в бывшей Югославии, Пиксиадес писал стихи на своем родном словацком и сербохорватском языках. Они опубликованы в журналах, сборниках и антологиях.
Член писательских организаций Сербии, Словакии, Воеводины и Черногории. Также был членом ассоциации «Десанка Максимович». Почетный член литературного объединения «Свежий взгляд» в Санкт-Петербурге.

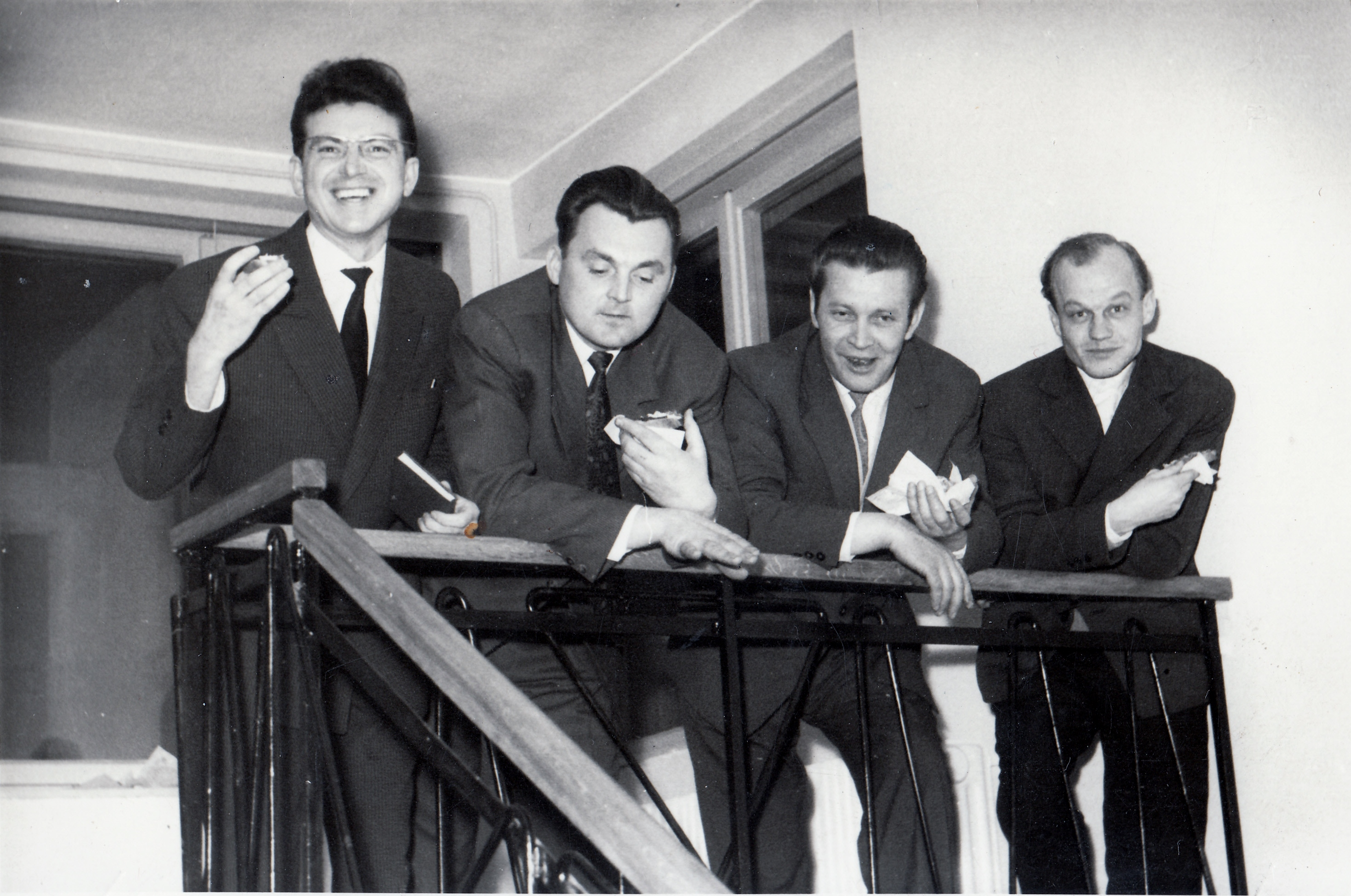
Павел Мучаи, Даниел Пиксиадас, Михал Бабинка и Юрай Тушиак

## Произведения
Пиксиадес объединил поэзию, изданную на сербском языке в Югославии, с поэзией, опубликованной в Канаде, в сборнике стихов «Находясь вне/Biti Izvan» (1976). Книгу выпустило издательство «Культура» в Бачки Петроваце. Это же издательство опубликовало ещё два сборника стихов Пиксиадеса на сербском языке: «К сердцу земли/Ka srcu zemlje» (2005)г. и «Повсюда север/Odasvud sjever» (2006)г.
В 2021 году в Санкт-Петербурге появилась книга «Праздничество воды», переведенная на русский язык Владимиром Бабошиным. В 2021 году в Беларуси вышла книга «В честь травы», переведенная на белорусский язык Даяной Лазаревич.

### Сборники стихов на словацком языке
- Vlny kotvy vlny – Talasi sidra talasi „Obzor“, Novi Sad, 1974.
- úlet za srdcom – Uzlet za srcem, SVC, Bačsky Petrovec, 2011.
- Zbrazdene nebo – Poorano nebo, SVC, Bačsky Petrovec, 2014.
- Toky – Tokovi, SVC, 2016.
- Klaniam sa trsu – Klanjam se mladicama, SVC, 2017.
- Kaleidoskop, SVC, 2017.
- Zápisky Bez poradia – Zapisi bez redosleda (першая кніга ўспамінаў), Artprint, Novi Sad, 2018.

### Сборники стихов для детей на словацком языке
- Morska Riša – Morsko carstvo, SVC, 2009.
- Slávnosť – Svečanost, SVC, 2017.
- Slneční pútnici – Sunčani putnici, SVC, 2017.
- Rybka Žiara – Ribica Žiška, SVC, 2015.

### Биографии на сербском языке
- Zapisi bez redosleda (druga knjiga memoara), Prometej, Novi Sad, 2015.
- Sunčani putnici, SVC, 2018.

### Сборники стихов на сербском языке
- Svečanost vode, Beograd, Alma, 2017.
- Putokaz ka zvijezdi, Beograd, Alma, 2017.
- Putnici na jug, Beograd, Alma, 2017.
- Prvijenci i ostaci, Beograd, Alma, 2017.

### Сборники на английском языке
- Interlude-Pauza, Emerson Street Printing, Thunder Bay, 2011.
- Road sign toward the stars – Putokaz ka zvijezdi, LULU Press, 2017.
- Celebration of water – Proslava voda, LULU Press, 2017.
- Road sign toward the star – Putokaz ka zvijezdi, AMAZON, 2019.
- Celebration of water – Proslava voda, AMAZON, 2019.